# ویلهلم باور
سباستین ویلهلم والنتین باور (انگلیسی: Wilhelm Bauer؛ ۲۳ دسامبر ۱۸۲۲ – ۲۰ ژوئن ۱۸۷۵) یک مخترع، و مهندس اهل کنفدراسیون آلمان بود. 
ویلهلم باور مهندس آلمانی است که اولین زیردریایی مدرن را طراحی کرد و خودش در شهر کیل آلمان در سال ۱۸۵۱ آن را در زیر آب آزمایش کرد. این زیردریایی که به مبلغ ۵۰ میلیون یورو بازسازی شده اکنون در موزه ارتش آلمان نگهداری می‌شود.